# Elżbieta Kiedrowska
Elżbieta Kiedrowska, po mężu Bukowska (ur. 12 września 1955, zm. 29 sierpnia 2016) – polska lekkoatletka, specjalizująca się w skoku wzwyż, wicemistrzyni Polski.

## Kariera sportowa
Była zawodniczką Bałtyku Gdynia.
W 1976 została wicemistrzynią Polski seniorek na otwartym stadionie w skoku wzwyż.
Rekord życiowy w skoku wzwyż: 1,75 (29.05.1976).